# Lista de municípios de Mpumalanga
A província de Mpumalanga, na África do Sul, está dividida em três municípios distritais, subdivididos em 17 municípios locais e uma zona de gestão distrital.
| Localização do distrito de Gert Sibande | Distrito de Gert Sibande. Subdividido em: - Albert Luthuli - Msukaligwa - Mkhondo - Pixley Ka Seme - Lekwa - Dipaleseng - Govan Mbeki     |
| Localização do distrito de Nkangala     | Distrito de Nkangala. Subdividido em: - Delmas - Emalahleni - Steve Tshwete - Highlands - Thembisile - Dr JS Moroka                       |
| Localização do distrito de Ehlanzeni    | Distrito de Ehlanzeni. Subdividido em: - Thaba Chweu - Mbombela - Umjindi - Nkomazi - Bushbuckridge - Zona de gestão distrital do Lowveld |